# Lista de prefeitos de Hamburgo
A seguir, é apresentada uma lista dos prefeitos de Hamburgo em ordem cronológica. Os prefeitos são o chefe da cidade-Estado alemã, parte do governo de Hamburgo. Desde 1861, de acordo com a constituição de 28 de setembro de 1860, o estado é governado pelo Senado de dez membros, que havia sido chamado de conselho (na língua alemã da época: Rath) antes dessa época. É chefiada pelo primeiro prefeito de Hamburgo (título alemão: Erster Bürgermeister der Freien und Hansestadt Hamburg) como presidente do Senado. Seu vice é o Segundo Prefeito.
Como Hamburgo, durante grande parte de sua história, era uma cidade imperial livre e mais tarde um estado soberano, a posição de primeiro prefeito historicamente era equivalente à de um chefe de estado soberano. No Império Alemão de 1871 a 1918, o Primeiro Prefeito de Hamburgo era equivalente aos príncipes federais das 23 monarquias alemãs (quatro delas com o título Rei e outras com títulos como Grão-Duque, Duque ou Soberano Príncipe). Desde 1918, sua posição é equivalente à do ministro-presidente dos estados alemães (ocidentais).
Antes da Primeira Guerra Mundial, os dois prefeitos foram eleitos para mandatos de um ano. Até 1997, o primeiro prefeito era primus inter pares entre seus colegas no Senado, por quem foi eleito. Desde então, ele foi eleito pelo Parlamento de Hamburgo (alemão: Hamburgische Bürgerschaft) e pôde nomear e demitir outros senadores.

## 1293–1860
A função de burgomestre (prefeito) geralmente era exercida simultaneamente por três pessoas, servindo como faculdade executiva. Um dos três foi burgomestre em chefe por um ano, o segundo sendo o burgomestre anterior em chefe, o terceiro sendo o próximo. Portanto, às vezes até três nomes são mencionados por um ano, pois os nomes dos três aparecem em ações, assinadas ou mencionando seus nomes. Os nomes na lista de 1239 a 1820 foram arquivados em um livro de Johann August Meister (1820). Esta é uma lista incompleta de burgomestres e usa a ortografia no livro de Meister, que é preservada na biblioteca do estado de Hamburgo. Após 1820, a lista foi adicionada. Em 6 de agosto de 1806, Hamburgo ganhou soberania como país independente. De 1811 a 1814, Hamburgo fazia parte da França nos Bouches-de-l'Elbe.
Caso outra referência não seja observada, todos os prefeitos foram retirados de: Domizlaff. Das Hamburger Rathaus.
| Nome                             | Imagem                      | No cargo   | Nota |
| -------------------------------- | --------------------------- | ---------- | --- |
| Hartwicus de Erteneborch         |                             | 1293       | |
| Werner de Metzendorp             |                             | 1293       | |
| Johann Miles                     |                             | 1300       | |
| Henricus Longus                  |                             | 1300       | |
| Johann, filius Oseri             |                             | 1300       | |
| Johann de Monte                  |                             | 1325       | |
| Henricus de Hetfield             |                             | 1325       | |
| Nicolaus Fransoisser             |                             | 1341       | |
| Nicolaus de Monte                |                             | 1341       | |
| Hellingbernus Hetvelt            |                             | 1341       | |
| Johann Horborch                  |                             | 1343       | |
| Thidericus uppen Perde           |                             | 1343       | |
| Johann Militis                   |                             | 1347       | |
| Hinrich Hoop                     |                             | 1350       | |
| Thidericus uppen Perde           |                             | 1350       | |
| Henricus de Monte                |                             | 1356       | |
| Henricus Hoyeri                  |                             | 1361       | Também conhecido como Hein Hoyer |
| Bertrammus Horborch              |                             | 1366       | |
| Werner de Wighersen              |                             | 1367       | |
| Ludolfus de Holdenstedte         |                             | 1375       | |
| Christian Militis                |                             | 1378       | Também conhecido como Kersten Miles |
| Henricus (Heino) Ybing           |                             | 1381       | |
| Johannes Hoyeri                  |                             | 1389       | |
| Marquard Schreye                 |                             | 1319       | |
| Meinard Buxtehude                |                             | 1397       | |
| Hilmar Lopow                     |                             | 1401       | |
| Johann Lüneborg                  |                             | 1411       | |
| Henricus de Monte                |                             | 1413       | |
| Henricus Hoyeri                  |                             | 1417       | |
| Johannes Wighe (Wye)             |                             | 1420       | |
| Bernhard Borstelt                |                             | 1422       | |
| Vicco de Hove                    |                             | 1431       | |
| Simon van Utrecht                |                             | 1433       | |
| Hinrich Köting                   |                             | 1493       | |
| Thidericus Lüneborg              |                             | 1443       | |
| Detlev Bremer                    |                             | 1447       | |
| Henricus Lopow                   |                             | 1451       | |
| Thidericus Gerlefstorp           |                             | 1492       | |
| Henricus Lesemann                |                             | 1458       | |
| Erich de Tzevena                 |                             | 1464       | |
| Albert Schilling                 |                             | 1464       | |
| Hinrich Murmester                |                             | 1466       | |
| Johann Meiger                    |                             | 1472       | |
| Johann Huge                      |                             | 1478       | |
| Nicolaus de Schworen             |                             | 1480       | |
| Hermann Langenbeck               |                             | 1481       | |
| Henning Büring                   |                             | 1486       | |
| Christian Berchampe              |                             | 1492       | |
| Erich von Tzeven                 |                             | 1499       | |
| Detlev Bremer                    |                             | 1499       | |
| Bartholomäus vom Rhyne           |                             | 1505       | |
| Marquard vam Lo                  |                             | 1507–1519  | [ 2 ] |
| Johann Spreckelsen               |                             | 1512       | |
| Nicolaus Thode                   |                             | 1517       | |
| Thidericus Hohusen               |                             | 1517       | |
| desocupado                       |                             | 1519–1520  | O Segundo Prefeito foi Dietrich [Thidericus?] Hohusen (1517-1546)                                                                                               |
| Erhard vom Holte                 |                             | 1520–1529  | Também chamado de Gerhard vom Holte |
| Hinrich Salsborg                 |                             | 1523       | |
| Johann Hülpe                     |                             | 1524       | |
| Johann Wetken                    |                             | 1529–1533  | [ 2 ] |
| Paul Grote                       |                             | 1531       | |
| Albert Westede                   |                             | 1533–1538  | [ 2 ] |
| Johann Rodenborg                 |                             | 1536       | |
| Peter von Spreckelsen            |                             | 1538– 1553 | [ 2 ] |
| Jürgen Plate                     |                             | 1546       | |
| Matthias Rheder                  |                             | 1547       | |
| Ditmar Koel                      |                             | 1548       | |
| Albert Hackmann                  |                             | 1553–1580  | [ 2 ] |
| desocupado                       |                             | 1580–1581  | O Segundo Prefeito foi Paul Grote (1580–1584) |
| Lorenz Niebur                    |                             | 1557       | |
| Hermann Wetken                   |                             | 1564       | |
| Eberhard Moller                  |                             | 1571       | |
| Paul Grote                       |                             | 1580       | |
| Johann Niebur                    |                             | 1557       | (1581–1590) |
| Nicolaus Vögeler                 |                             | 1581       | |
| Joachim vom Kape                 |                             | 1588       | |
| Diedrich von Eitzen              |                             | 1589       | |
| desocupado                       |                             | 1590–1591  | Segundo Prefeito: Joachim von Kape (1588–1594) |
| Erich von der Fechte             |                             | 1591–1613  | [ 2 ] |
| Joachim Bekendorp                |                             | 1593       | |
| Diederich vom Holte              |                             | 1595       | |
| Vincent Moller                   |                             | 1599       | |
| Eberhard Twestreng               |                             | 1606       | |
| Hieronimus Vögeler               |                             | 1609       | |
| desocupado                       |                             | 1613–1614  | Segundo Prefeito: Hieronymus Vögeler (1609–1642) |
| Sebastian von Bergen             |                             | 1614–1623  | [ 2 ] |
| Johann Wetken:                   |                             | 1614       | |
| Bartholomäus Beckmann            |                             | 1617       | |
| Joachim Claen                    |                             | 1622       | |
| Albert von Eitzen                |                             | 1623       | |
| desocupado                       |                             | 1623–1624  | |
| Ulrich Winkel                    |                             | 1624–1649  | [ 2 ] |
| Johannes Brand                   |                             | 1633–1652  | |
| Bartholomäus Moller              |                             | 1643       | |
| desocupado                       |                             | 1649–1650  | Segundo Prefeito: Bartholomäus Moller (1643–1667) |
| Nicolaus Jarre                   |                             | 1650–1678  | [ 2 ] |
| Johann Schlebusch                |                             | 1653       | |
| Peter Lütkens                    |                             | 1654       | |
| Wolfgang Meurer                  |                             | 1660       | |
| Bartholomäus Twestreng           |                             | 1663       | |
| Johannes Schötteringk            |                             | 1667       | |
| Johann Schulte                   |                             | 1668       | |
| Bruderus Pauli                   |                             | 1670–1680  | |
| Johann Schröder                  |                             | 1676       | |
| Heinrich Meurer                  |                             | 1678–1684  | (Primeiro Prefeito) |
| Diedrich Moller                  |                             | 1680       | |
| Johann Schlüter                  |                             | 1684–1688  | [ 2 ] |
| Joachim Lemmermann               |                             | 1684       | |
| Heinrich Meurer                  |                             | 1686       | (1688–1690) Segundo Prefeito |
| Peter Lütkens                    |                             | 1687–1717  | |
| Johannes Schafshausen            |                             | 1690–1697  | [ 2 ] |
| Hieronimus Harticus Moller       |                             | 1697       | |
| Peter von Lengerke (or Lengerks) |                             | 1697–1709  | [ 2 ] |
| Julius Surland                   |                             | 1702       | |
| Gerhard Schröder                 |                             | 1703       | |
| Paul Paulsen                     |                             | 1704       | |
| Lucas von Borstel                |                             | 1709–1716  | [ 2 ] |
| Ludwig Becceler                  |                             | 1712       | |
| Bernhard Matfeld                 |                             | 1716–1720  | [ 2 ] |
| Garlieb Sillem                   |                             | 1717       | |
| Hinrich Diedrich Wiese           |                             | 1720–1728  | (ou Heinrich Dietrich Wiese) |
| Hans Jacob Faber                 |                             | 1722       | |
| Johann Anderson                  |                             | 1723       | |
| Rütger Rulant                    |                             | 1728–1742  | [ 2 ] |
| Daniel Stockfleth                |                             | 1729       | |
| Martin Lucas Schele              |                             | 1733       | |
| Johann H. Luis                   |                             | 1739       | |
| Cornelius Poppe                  |                             | 1741       | |
| Conrad Widow                     |                             | 1742–1754  | (1743–1754) |
| Nicolaus Stempeel                |                             | 1743       | |
| Clemens Samuel Lipstrop          |                             | 1749       | |
| Lucas von Spreckelsen            |                             | 1750       | |
| Martin H. Schele                 |                             | 1751       | |
| Lucas Corthum                    |                             | 1751       | |
| Nicolaus Schuback                |                             | 1759       | (1754–1783) |
| Peter Greve                      |                             | 1759       | |
| Vincent Rumpff                   |                             | 1765       | |
| Johann Schlüter                  |                             | 1774       | |
| Albert Schule                    |                             | 1778       | |
| Frans Doormann                   |                             | 1780       | |
| Jacob Albrecht von Sienen        |                             | 1781       | |
| Johann Anderson                  |                             | 1781       | (1783–1790) |
| Johann Luis                      |                             | 1784       | |
| Johann Adolph Poppe              |                             | 1786       | |
| Martin Dorner                    |                             | 1788       | |
| Franz Anton Wagener              |                             | 1790–1801  | [ 2 ] |
| Daniel Lienau                    |                             | 1798       | |
| Peter Hinrich Widow              |                             | 1800–1802  | |
| Friedrich von Graffen            |                             | 1801–1810  | Primeiro Prefeito |
| Wilhelm Amsinck                  |                             | 1802       | |
| Johann Arnold Heise              |                             | 1807       | |
| Amandus Augustus Abendroth       | Amandus Augustus Abendroth  | 1811–1813  | Não incluído no livro de Meister. |
| Friedrich von Graffen            |                             | 1815–1820  | Segundo Prefeito |
| Christian Matthias Schröder      | Christian Matthias Schröder | 1816       | |
| Johann Heinrich Bartels          |                             | 1820–1850  | |
| Johann Daniel Koch               |                             | 1821       | |
| Martin Garlieb Sillem            |                             | 1829       | |
| Amandus Augustus Abendroth       |                             | 1831       | |
| Martin H. Schötteringk           |                             | 1832       | |
| Christian Daniel Benecke         |                             | 1835       | |
| Heinrich Kellinghusen            | Dr. Heinrich Kellinghusen   | 1842       | |
| Johann Ludwig Dammert            |                             | 1843       | |
| Nicolaus Binder                  |                             | 1855       | |
| desocupado                       |                             | 1850–1861  | Segundo Prefeito: Christian Daniel Benecke (1835–1851) Terceiro Prefeito: Heinrich Kellinghusen (1842–1880) Quarto Prefeito: Nicolaus Binder (1855–1861) Todos: |

## Após as mudanças constitucionais de 1860 a 1919
Desde 1860, Hamburgo tinha uma constituição. Os membros do Senado de Hamburgo foram eleitos pelo Parlamento de Hamburgo — não cooptados pelo Senado existente. Eles foram membros ao longo da vida do senado. Dos três membros treinados mais velhos e juristas, o Senado elegeu anualmente o Primeiro Prefeito de Hamburgo (título alemão: Erster Bürgermeister der Freien und Hansestadt Hamburg) — o presidente — e seu vice (Segundo Prefeito da cidade livre e hanseática de Hamburgo, título alemão: Zweiter Bürgermeister der Freien und Hansestadt Hamburg).

### Descrição do método
| Ano | Primeiro Prefeito | Segundo Prefeito | Ano sabático |
| --- | ----------------- | ---------------- | ------------ |
| 1   | Senador A         | Senador B        | Senador C    |
| 2   | Senador B         | Senador C        | Senador A    |
| 3   | Senador C         | Senador A        | Senador B    |
| 4   | Senador A         | Senador B        | Senador C    |

Todos os prefeitos foram retirados de Domizlaff: Das Hamburger Rathaus e estão listados em Erste Bürgermeister Hamburgs 1507–2008, apenas as alterações nas datas são marcadas por uma referência adicional.
| Nome                         | Imagem                        | No cargo                                      | Nota                                                                            |
| ---------------------------- | ----------------------------- | --------------------------------------------- | ------------------------------------------------------------------------------- |
| Friedrich Sieveking          |                               | 1861–1862                                     |                                                                                 |
| Ferdinand Haller             |                               | 1863–1864                                     |                                                                                 |
| Friedrich Sieveking          |                               | 1865                                          |                                                                                 |
| Ferdinand Haller             |                               | 1866–1867                                     | (−1868)                                                                         |
| Friedrich Sieveking          |                               | 1868                                          |                                                                                 |
| Gustav Heinrich Kirchenpauer | Gustav Heinrich Kirchenpauer  | 1869                                          |                                                                                 |
| Ferdinand Haller             |                               | 1870                                          |                                                                                 |
| Gustav Heinrich Kirchenpauer |                               | 1871–1872                                     |                                                                                 |
| Ferdinand Haller             |                               | 1873                                          | (1872–1873)                                                                     |
| Hermann Goßler               |                               | 1874                                          |                                                                                 |
| Gustav Heinrich Kirchenpauer |                               | 1875                                          |                                                                                 |
| Carl Petersen                | Carl Petersen                 | 1876–1877                                     |                                                                                 |
| Gustav Heinrich Kirchenpauer |                               | 1878                                          |                                                                                 |
| Hermann Weber                |                               | 1879                                          |                                                                                 |
| Carl Petersen                |                               | 1880                                          |                                                                                 |
| Gustav Heinrich Kirchenpauer |                               | 1881                                          |                                                                                 |
| Hermann Weber                |                               | 1882                                          |                                                                                 |
| Carl Petersen                |                               | 1883                                          |                                                                                 |
| Gustav Heinrich Kirchenpauer |                               | 1884                                          |                                                                                 |
| Hermann Weber                |                               | 1885                                          | A lista Erste Bürgermeister Hamburgs 1507–2008 fala de Carl Friedrich Petersen. |
| Carl Petersen                |                               | 1886                                          | Lista: Gustav Heinrich Kirchenpauer                                             |
| Gustav Heinrich Kirchenpauer | Gustav Heinrich Kirchenpauer  | 1887                                          | Lista: Johannes Georg Andreas Versmann                                          |
| Johannes Versmann            | Johannes Versmann             | 14 de março de 1887 – 1888                    |                                                                                 |
| Carl Petersen                |                               | 1889                                          | (1888)                                                                          |
| Johannes Versmann            | Johannes Versmann             | 1889                                          | Não mencionado em Domizlaff: Das Hamburger Rathaus                              |
| Johann Georg Mönckeberg      | Johann Georg Mönckeberg       | 1890                                          |                                                                                 |
| Johannes Versmann            | Johannes Versmann             | 1891                                          |                                                                                 |
| Carl Petersen                |                               | 1892                                          |                                                                                 |
| Johann Georg Mönckeberg      | Johann Georg Mönckeberg       | 1893                                          |                                                                                 |
| Johannes Versmann            | Johannes Versmann             | 1894                                          |                                                                                 |
| Johannes Lehmann             |                               | 1895                                          |                                                                                 |
| Johann Georg Mönckeberg      | Johann Georg Mönckeberg       | 1896                                          |                                                                                 |
| Johannes Versmann            | Johannes Versmann             | 1897                                          |                                                                                 |
| Johannes Lehmann             |                               | 1898                                          |                                                                                 |
| Johann Georg Mönckeberg      | Johann Georg Mönckeberg       | 1899                                          |                                                                                 |
| Johannes Lehmann             |                               | 1 de janeiro de 1900 – 15 de setembro de 1900 |                                                                                 |
| Gerhard Hachmann             | Gerhard Hachmann 1904         | 19 de novembro de 1900 – 1901                 |                                                                                 |
| Johann Georg Mönckeberg      | Johann Georg Mönckeberg       | 1902                                          |                                                                                 |
| Johann Heinrich Burchard     | Johann Heinrich Burchard 1905 | 1903                                          |                                                                                 |
| Gerhard Hachmann             | Gerhard Hachmann 1904         | até 11 de julho de 1904                       |                                                                                 |
| Johann Georg Mönckeberg      | Johann Georg Mönckeberg       | 11 de julho de 1904 – 1905                    |                                                                                 |
| Johann Heinrich Burchard     | Johann Heinrich Burchard 1905 | 1906                                          |                                                                                 |
| Johann Otto Stammann         | Johann Stammann 1905          | 1907                                          |                                                                                 |
| Johann Georg Mönckeberg      | Johann Georg Mönckeberg       | até 27 de março de 1908                       |                                                                                 |
| Johann Heinrich Burchard     | Johann Heinrich Burchard 1905 | 3 de abril de 1908 – 1909                     |                                                                                 |
| Max Predöhl                  | Max Predöhl 1905              | 1910–1911                                     |                                                                                 |
| Johann Heinrich Burchard     | Johann Heinrich Burchard 1905 | 1912                                          |                                                                                 |
| Carl August Schröder         | August Schröder 1905          | 3 de setembro de 1912 – 1913                  |                                                                                 |
| Max Predöhl                  | Max Predöhl 1905              | 1914                                          |                                                                                 |
| Werner von Melle             | Werner von Melle 1905         | 1915                                          |                                                                                 |
| Carl August Schröder         | August Schröder 1905          | 1916                                          |                                                                                 |
| Max Predöhl                  | Max Predöhl 1905              | 1917                                          |                                                                                 |
| Werner von Melle             | Werner von Melle 1905         | 1918–1919                                     |                                                                                 |